# اس‌اس کمبریا (۱۸۶۹)
اس‌اس کمبریا (۱۸۶۹) (به انگلیسی: SS Cambria (1869))  کشتی که طول آن ۳۲۴ فوت ۷ اینچ (۹۸٫۹۳ متر) می باشد.این کشتی در سال ۱۸۶۹ ساخته شده است.